# Dysstroma psodoidaria
Dysstroma psodoidaria là một loài bướm đêm trong họ Geometridae.